# هلن فارست
هلن فارست (انگلیسی: Helen Forrest؛ ۱۲ آوریل ۱۹۱۷ – ۱۱ ژوئیهٔ ۱۹۹۹) یک موسیقی‌دان اهل ایالات متحده آمریکا بود.